# Kai Rabe gegen die Vatikankiller
Kai Rabe gegen die Vatikankiller ist eine deutsche Komödie aus dem Jahr 1998, bei der Thomas Jahn Regie führte. Das Drehbuch schrieb ebenfalls Jahn.

## Handlung
Der Regisseur Rufus Lindner dreht seinen ersten eigenen Film: „Die Vatikankiller“. Mit dem Publikumsliebling Kai Rabe in der Hauptrolle ist der Erfolg programmiert. Doch plötzlich bricht das Chaos über das Filmteam herein: Ein Starlet wird ermordet, der zickige Hauptdarsteller dreht immer mehr ab, ein versoffener Polizist stiftet jede Menge Unruhe, und der sexbesessene Produzent Egon Lütter macht die Sache auch nicht gerade leichter.

## Kritik
Das Lexikon des internationalen Films schrieb, der Film funktioniere „weder als Genreparodie noch als Satire auf das zynische Filmgeschäft“. Zudem würden „[n]ur wenige Gags zünden“. Die Darsteller des Films agierten „zumeist extrem überzogen“.